# Tizanidine

La tizanidine est un médicament agoniste des récepteurs adrénergiques de type α2. Il est utilisé pour traiter la spasticité des muscles causée par une blessure à la moelle épinière ou une sclérose en plaques.